# 니콜 펄먼
니콜 펄먼(Nicole Perlman)은 미국의 영화 각본가이다. 콜로라도주 볼더에서 자랐다. 《가디언즈 오브 갤럭시》의 각본가로 잘 알려져 있다.

## 내력
2009년 마블의 각본 프로그램에 등록되었으며, 프로그램을 통해 자신의 덜 알려진 여러 등록된 시나리오를 기반으로 하는 영화들을 제안했다. 댄 애브닛과 앤디 래닝은 이 중 《가디언즈 오브 갤럭시》의 각본을 선택했다. 2015년 4월, 펄먼은 실사 영화 작품 《캡틴 마블》의 각본을 맡을 것이라고 하였다.